# عارف مفيد مانسل
عارف مفيد مانسل (بالتركية: Arif Müfid Mansel)‏عارف مفيد مانسل هو عالم آثار تركي وأكاديمي. ولد في استانبول في عام 1905م، وتوفي في 18 يناير عام1975م باستانبول. هو واحد من رواد علم الآثار التركي؛ حيث بدأ أولي الأبحاث الممنهجة والمنظمة في مجال علم الآثار الكلاسيكية بالحفريات التي قام بها في مقابر لولا بورغاز وقرقلر ايلي وفيزى. كما كان أيضَا من الأوائل الذين قاموا بالتنقيب عن حفريات سيدى وبرجه والتي بدأت في عام 1940م بتركيا. ولقد أسس قسم علم الآثار الكلاسيكية بكلية الآداب بجامعة استانبول.

## حياته
بعد أن أنهى المرحلة الإبتدائية عن طريق الدراسة المنزلية بدأ المرحلة الإعدادية بالدراسة في مدرسة ألمانية باستانبول، وأتم دراسته الثانوية في مدرسة سانت بونت الثانوية الفرنسية في عام 1925م. وفي عام 1925م كان واحداً من شابين اختارهما خليل أدهم بك للسفر في بعثة إلى ألمانيا من أجل دراسة علم الآثار على يد ثيودور ويجاند أشهر عالم آثار ألماني؛ حيث درس في جامعة برلين. وحصل على شهادة الدكتوراه عن رسالته بعنوان «طوابق الإغريق واليونانيين» في عام 1929م. 

### علمالمتاحف
بعد أن حصل على شهادة الدكتوراه عاد من فوره إلى تركيا وعمل بمتحف استانبول للآثار؛ حيث أصبح مساعداً للمدير العام «عزيز أوغان» الذي شغل المنصب حتى عام 1946م، والذي أخذه مكان «خليل أدهم» الذي شغل منصبه حتى عام 1931م.

### المراحل الفارقة فيالتاريخالتركي
وفي أواخر عام 1933م دعى رئيس تركيا «مصطفى كمال أتاتورك» «عارف مفيد بك» إلى قصر «دولمه باهتشه» وأراد منه أن يكتب تاريخ شرق آسيا الأوسط، أي إيران، والذي جاء في أربعة مجلدات. وفي عام 1934م نشر الكتاب ولقد كان يتحدث عن التاريخ وعلم الآثار الإيراني.
أرسل مجلس التاريخ التركي «عارف مفيد» الذي لقب بمانسل وفقاً لقانون لقب العائلة في عام 1935م إلى اليونان لجمع المواد المتعلقة بقسم حضارة بحر إيجة.
ولقد أرسى معالم التاريخ الذي وثقه ومن ضمنها أجزاء كتابه الذي بعنوان «المراحل الفارقة في التاريخ التركي»؛ وطوال حياته أنتج أعمالاً تم أخذ أجزاء منها في الكتاب المدرسي بالإضافة لكونه عالم آثار.

### حياتهالأكاديمية
وبينما استمر في وظيفته بالمتحف بدأ بالتدريس في قسم تاريخ العصر القديم بكلية الآداب جامعة استانبول في عام 1935م. وفي عام 1936م أصبح مدرساً مساعداً.وفي عام 1944م، أسس قسم علم الآثار الكلاسيكي وبدأ بالتدريس به وأصبح رئيس هذا القسم. وفي عام 1946م أصبح أستاذاً بالجامعة واستقال من وظيفته بالمتحف. واستمر مانسل برئاسة هذا القسم وتدريس تاريخ منطقة إيجه والتاريخ اليوناني حتى وفاته. وفي عام 1956م حصل على لقب الأستاذ المتميز.

### أعمالالحفريات
بدأ مانسل أعمال الحفريات في حمامات الاستشفاء المعدنية بيالوفا في عام 1932م وقد أبدى ''أتاتورك'' اهتمامه بها. وفي عام 1933م بدأ أعمال الحفريات بمسجد «بلابان آغا» بمنطقة لالالي. عينه مجلس التاريخ التركي رئيساً لقسم الحفريات بترقيا. ولقد استمرت الحفريات في مقابر ترقيا من عام 1936م حتى عام 1940م. ولقد قام أيضاً بأعمال التنقيب في ريجيين الواقعة بحي كوجك جكمجة باستانبول وذلك من عام 1938م إلى عام 1941م ومن عام 1941م إلى عام 1948م. واعتباراً من عام 1943م أسند مجلس التاريخ التركي إليه مهمة الدراسة الممنهجة بمنطقة بامفيليا؛ حيث استمر هذا العمل دون انقطاع حتي عام 1947م. ولقد تضمنت هذه الدراسة الممنهجة منطقة برجه عام 1946م وحفريات منطقة سيدى أيضاً عام 1947م. وفي عام 1954م أسس مركزاً لأبحاث علم الآثار بجامعة استانبول بأنطاليا واصبح أول مديراً لهذا المركز.

## من أعماله
- طوابق الإغريق واليونانيين (برلين،1932م).
- الأمير لهدي الواقع باستانبول (إستانبول،1934م).
- التاريخ الإيراني وآثاره (استانبول،1934م).
- كتاب تاريخ يالوفا (استانبول،1936م).
- ثقافة ترقيا وتاريخها (استانبول،1938م).
- ملاحظات تاريخية عن مصر ومنطقة إيجه (1938م).
- كتاب دليل سليفكى (استانبول،1943م).
- تاريخ منطقة إيجه واليونان (أنقرة، 1947م).
- فهرس للآثار والنقوش والجغرافيا التاريخية لتركيا (أنقرة،1948م).
- الحفريات والأبحاث في برجه (أنقرة،1949م).
- الأطلال الجانبية (برلين،1963م).
- كتاب دليل سيدى (أنقرة،1967م).
- نتائج الحفريات والأبحاث بين عام 1947 وعام 1966م (أنقرة،1978م).